# Saint-Rémy (Calvados)
Pour les articles homonymes, voir Saint-Rémy.
Saint-Rémy, ou Saint-Rémy-sur-Orne, est une commune française, située dans le département du Calvados en région Normandie, peuplée de 982 habitants.

## Géographie
La commune se situe à 30 kilomètres au sud de Caen, dans le massif de la Suisse normande.

### Climat
Pour des articles plus généraux, voir Climat de la Normandie et Climat du Calvados.
En 2010, le climat de la commune est de type climat océanique altéré, selon une étude du CNRS s'appuyant sur une série de données couvrant la période 1971-2000. En 2020, Météo-France publie une typologie des climats de la France métropolitaine dans laquelle la commune est exposée à un climat océanique et est dans la région climatique  Normandie (Cotentin, Orne), caractérisée par une pluviométrie relativement élevée (850 mm/a) et un été frais (15,5 °C) et venté. Parallèlement le GIEC normand, un groupe régional d’experts sur le climat, différencie quant à lui, dans une étude de 2020, trois grands types de climats pour la région Normandie, nuancés à une échelle plus fine par les facteurs géographiques locaux. La commune est, selon ce zonage, exposée à un « climat contrasté des collines », correspondant au Bocage normand, bien arrosé, voire très arrosé sur les reliefs les plus exposés au flux d’ouest, et frais en raison de l’altitude.
Pour la période 1971-2000, la température annuelle moyenne est de 10,6 °C, avec  une amplitude thermique annuelle de 12,6 °C. Le cumul annuel moyen de précipitations est de 728 mm, avec 13 jours de précipitations en janvier et 6,7 jours en juillet. Pour la période 1991-2020, la température moyenne annuelle observée sur la station météorologique la plus proche, située sur la commune de Pierrefitte-en-Cinglais à 9 km à vol d'oiseau, est de 11,2 °C et le cumul annuel moyen de précipitations est de 806,5 mm,. Pour l'avenir, les paramètres climatiques de la commune estimés pour 2050 selon différents scénarios d’émission de gaz à effet de serre sont consultables sur un site dédié publié par Météo-France en novembre 2022.

## Urbanisme

### Typologie
Au 1er janvier 2024, Saint-Rémy est catégorisée bourg rural, selon la nouvelle grille communale de densité à 7 niveaux définie par l'Insee en 2022.
Elle est située hors unité urbaine. Par ailleurs la commune fait partie de l'aire d'attraction de Caen, dont elle est une commune de la couronne,. Cette aire, qui regroupe 296 communes, est catégorisée dans les aires de 200 000 à moins de 700 000 habitants,.

### Occupation des sols
L'occupation des sols de la commune, telle qu'elle ressort de la base de données européenne d’occupation biophysique des sols Corine Land Cover (CLC), est marquée par l'importance des territoires agricoles (73,4 % en 2018), une proportion sensiblement équivalente à celle de 1990 (73,8 %). La répartition détaillée en 2018 est la suivante : 
prairies (54 %), forêts (19,5 %), terres arables (10,2 %), zones agricoles hétérogènes (9,2 %), zones urbanisées (7,1 %). L'évolution de l’occupation des sols de la commune et de ses infrastructures peut être observée sur les différentes représentations cartographiques du territoire : la carte de Cassini (XVIIIe siècle), la carte d'état-major (1820-1866) et les cartes ou photos aériennes de l'IGN pour la période actuelle (1950 à aujourd'hui).

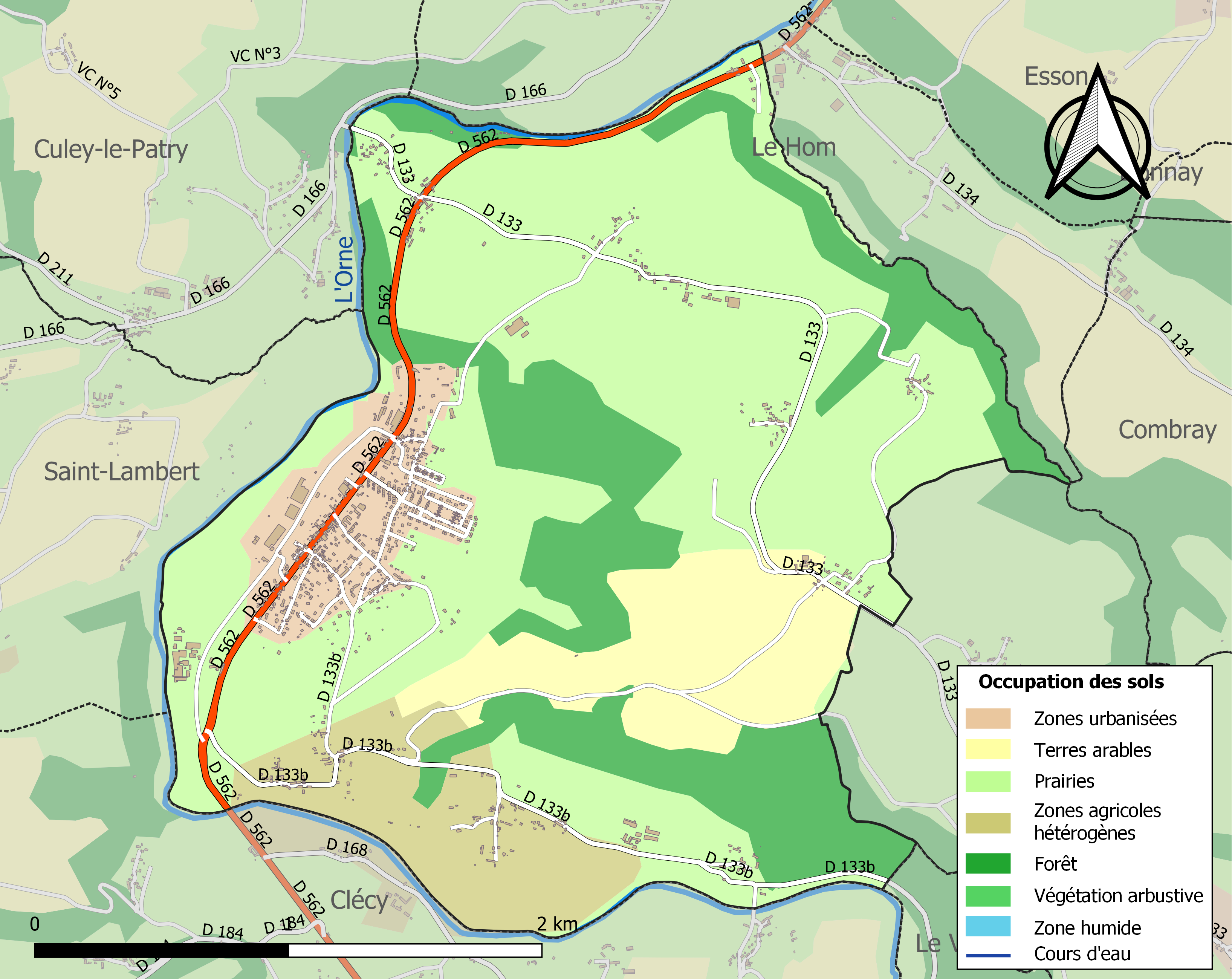
Carte des infrastructures et de l'occupation des sols de la commune en 2018 (CLC).

## Toponymie
L'hagiotoponyme de la localité est attesté sous la forme Sanctus Remigius en 1070.
Le nom officiel de la commune, tel que répertorié par le Code officiel géographique de l'Insee, est « Saint-Rémy ». Toutefois, il est également fait usage, au niveau local et parfois par certaines administrations, mais sans aucun caractère officiel, du vocable « Saint-Rémy-sur-Orne ».
Littéralement « lieu voué à saint Rémy ».

## Histoire
Saint-Rémy (sur Orne) résulte de la fusion de deux communes en 1827, Saint-Rémy et La Mousse.

### La mine de fer
Le minerai de fer fut exploité à ciel ouvert sur les collines de Beaumont et de Mont de Vêpre à partir de 1460. Mais la véritable exploitation minière débuta le 28 septembre 1875 avec l'accord par décret du président de la République Patrice de Mac Mahon attribuant la concession du minerai à la société des Mines de Fer.
De fin octobre 1939 à août 1940, Saint-Rémy-sur-Orne accueille des réfugiés de Volmerange-les-Mines et d'Ottange, villages mosellans situés entre la ligne Maginot et la frontière luxembourgeoise. Les familles logent dans les cités ouvrières, les hommes non mobilisés dans l'armée française étant affectés dans les mines de fer de la région. La fin de l'exploitation de la mine a lieu en 1968. La renonciation de cette concession a été prononcée le 10 novembre 1981.

### Les Fosses d'Enfer
En mai 1993, la Maison des ressources Géologiques de Normandie est créée. Nommée Les Fosses d'Enfer, ce musée explique la formation géologique de la région et raconte le passé minier de Saint-Rémy. Le manque de fréquentation provoqua la fermeture du musée en automne 2014. Les Fosses d'Enfer sont aujourd'hui un centre culturel (bibliothèque municipale et salle d'exposition d'art contemporain). Le squelette de stégosaure en fer qui se trouvait devant le musée a été déplacé au Paléospace l'Odyssée à Villers-sur-Mer.

## Politique et administration
| Période                                  | Période   | Identité      | Étiquette | Qualité                    |
| ---------------------------------------- | --------- | ------------- | --------- | -------------------------- |
| 1989                                     | mars 2001 | Jean Pitel    |           |                            |
| mars 2001                                | mars 2014 | André Quindry |           | Retraité des mines         |
| mars 2014                                | En cours  | Serge Ladan   |           | Agent général d'assurances |
| Les données manquantes sont à compléter. |           |               |           |                            |

## Démographie
L'évolution du nombre d'habitants est connue à travers les recensements de la population effectués dans la commune depuis 1793. Pour les communes de moins de 10 000 habitants, une enquête de recensement portant sur toute la population est réalisée tous les cinq ans, les populations de référence des années intermédiaires étant quant à elles estimées par interpolation ou extrapolation. Pour la commune, le premier recensement exhaustif entrant dans le cadre du nouveau dispositif a été réalisé en 2004.
En 2022, la commune comptait 982 habitants, en évolution de −2,58 % par rapport à 2016 (Calvados : +1,58 %, France hors Mayotte : +2,11 %).
| 1793 | 1800 | 1806 | 1821 | 1831 | 1836 | 1841 | 1846 | 1851 |
| ---- | ---- | ---- | ---- | ---- | ---- | ---- | ---- | ---- |
| 646  | 634  | 890  | 635  | 671  | 633  | 615  | 633  | 669  |

| 1856 | 1861 | 1866 | 1872 | 1876 | 1881 | 1886 | 1891 | 1896 |
| ---- | ---- | ---- | ---- | ---- | ---- | ---- | ---- | ---- |
| 626  | 603  | 595  | 605  | 661  | 724  | 706  | 754  | 824  |

| 1901 | 1906 | 1911 | 1921 | 1926 | 1931  | 1936  | 1946  | 1954  |
| ---- | ---- | ---- | ---- | ---- | ----- | ----- | ----- | ----- |
| 850  | 901  | 898  | 700  | 731  | 1 078 | 1 055 | 1 012 | 1 141 |

| 1962  | 1968 | 1975  | 1982 | 1990 | 1999  | 2004  | 2006  | 2009  |
| ----- | ---- | ----- | ---- | ---- | ----- | ----- | ----- | ----- |
| 1 075 | 981  | 1 012 | 969  | 993  | 1 066 | 1 063 | 1 068 | 1 096 |

| 2014  | 2019 | 2022 | - | - | - | - | - | - |
| ----- | ---- | ---- | - | - | - | - | - | - |
| 1 022 | 988  | 982  | - | - | - | - | - | - |

## Lieux et monuments
- Château de la Maroisière, XVIIIe siècle.
- L'église Saint-Rémy du XIIe siècle est inscrite aux Monuments historiques[26].
- L'église Saint-Mathieu de La Mousse, du XIe siècle, a été détruite sous la Révolution[27]. Son emplacement est aujourd'hui occupé par une croix.
- Le pain de sucre, une butte de 171 mètres.
- Le calvaire sur la route départementale 562.

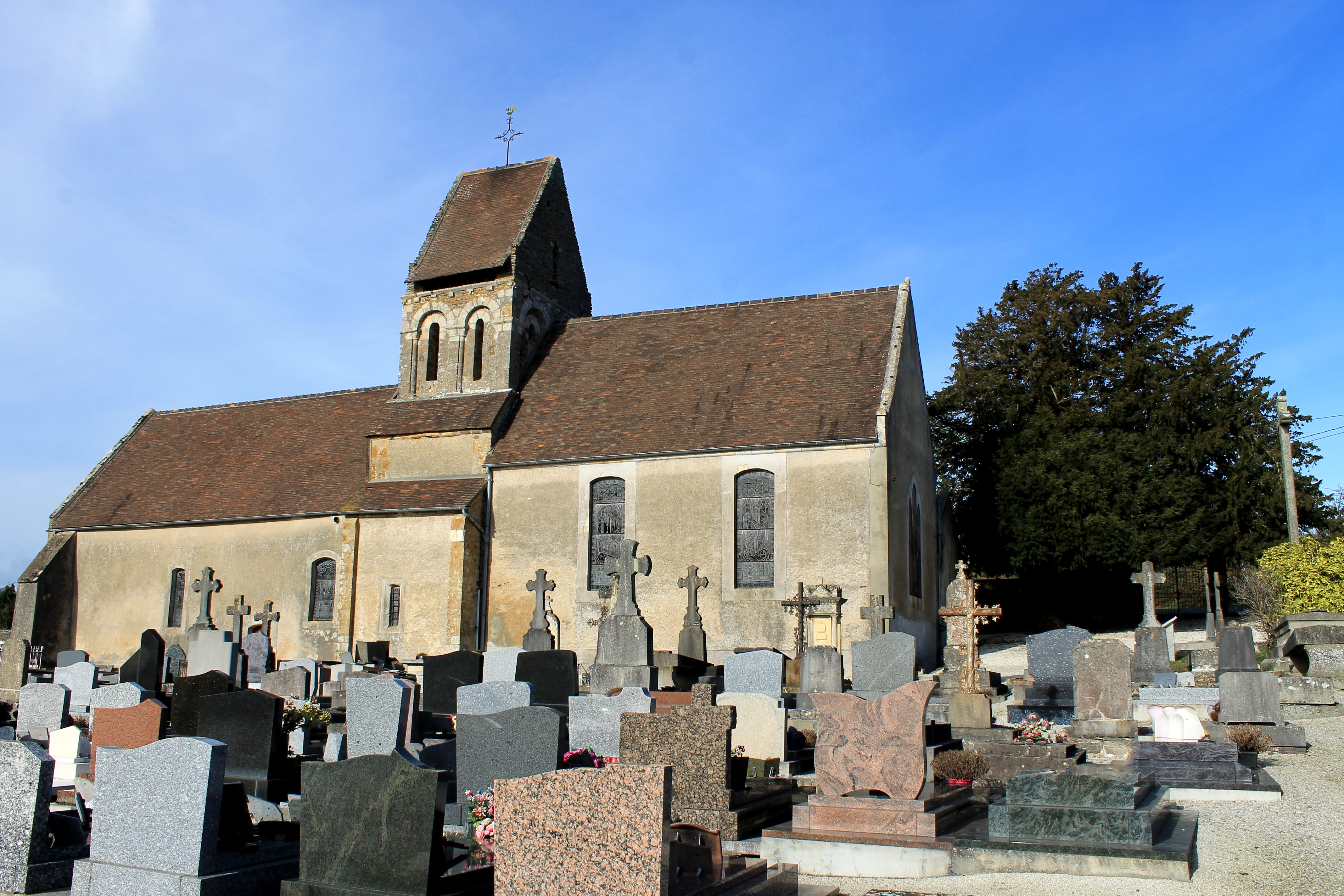
L'église Saint-Rémy.
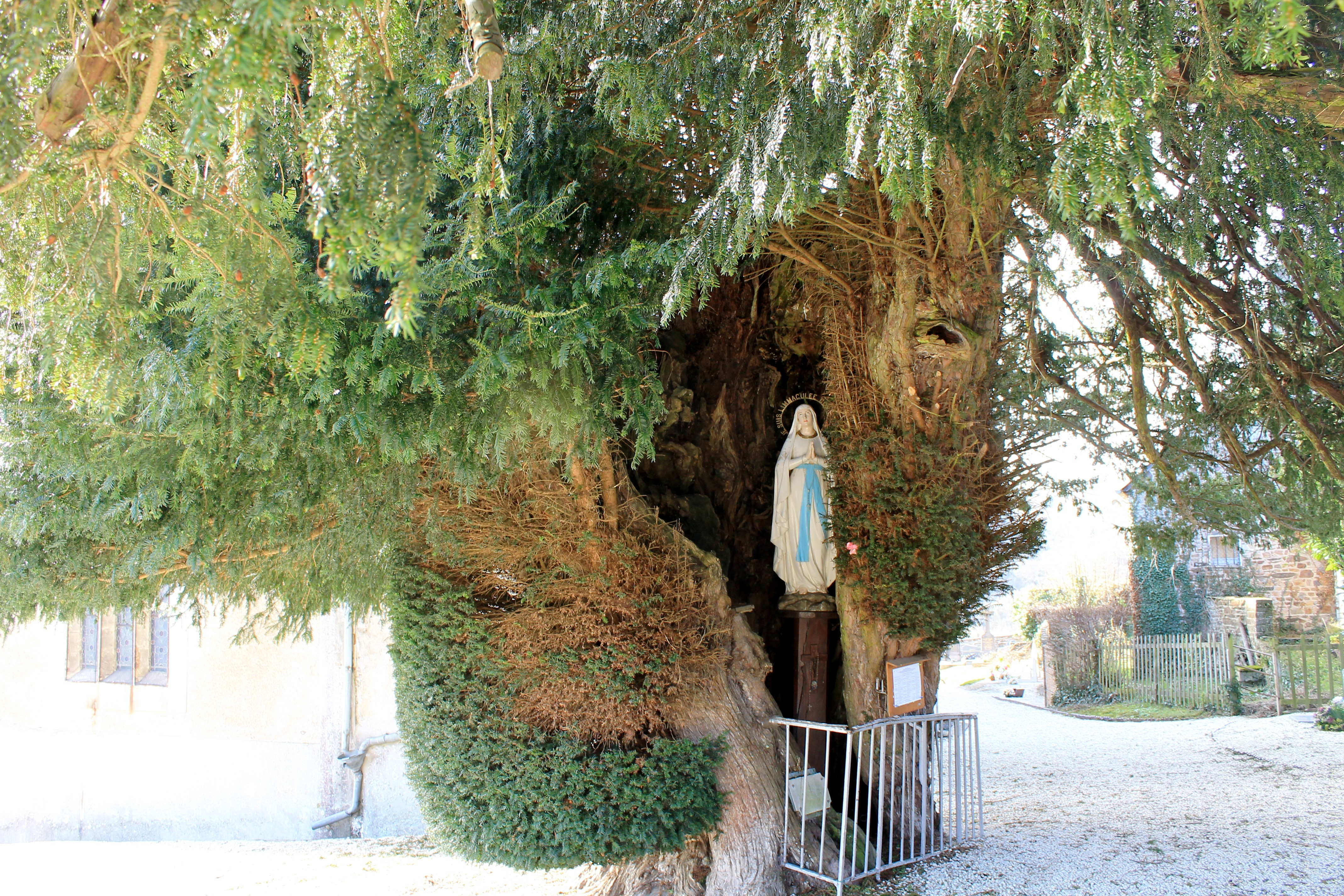
L'if funéraire pluri-centenaire.
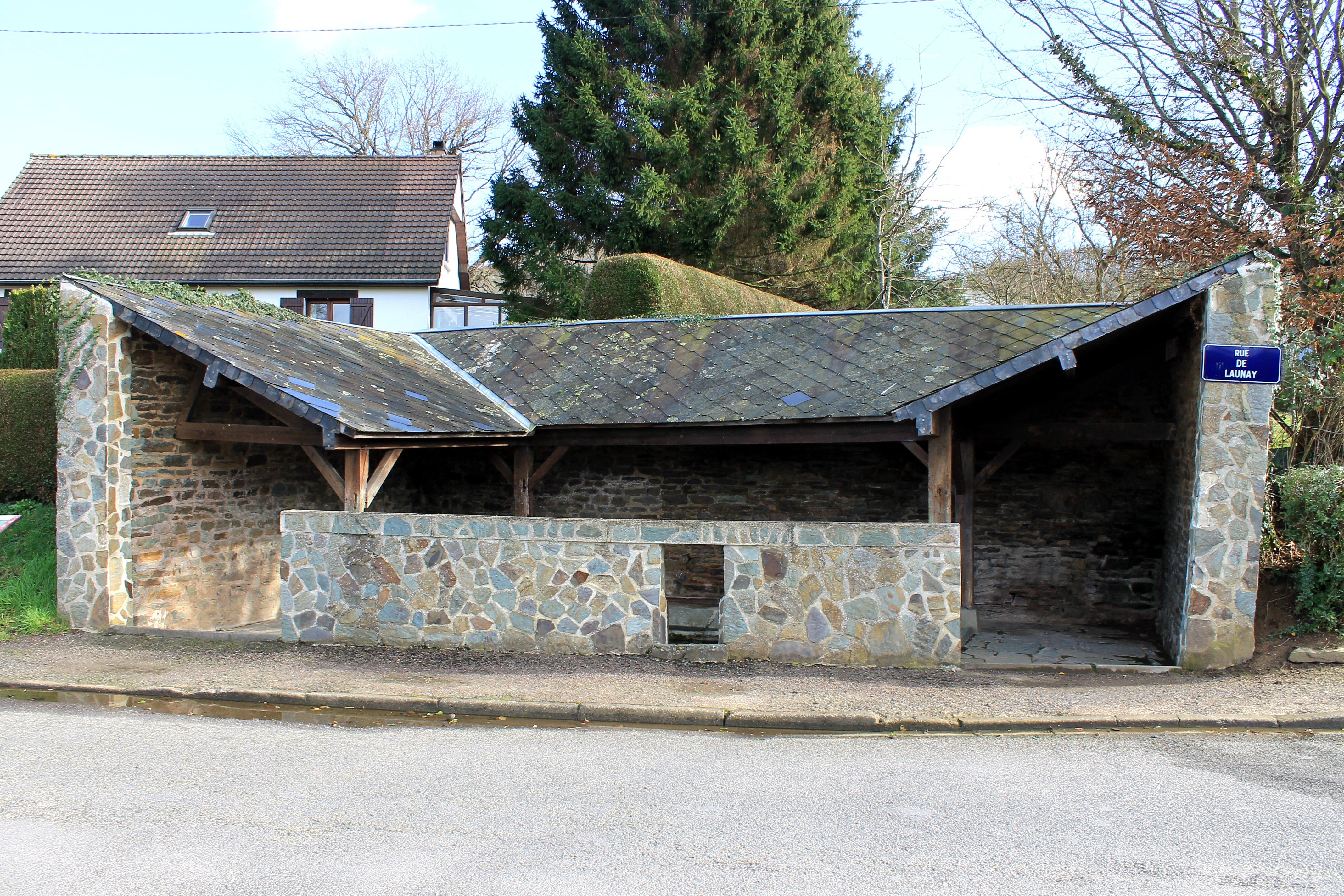
Le lavoir de la mine.
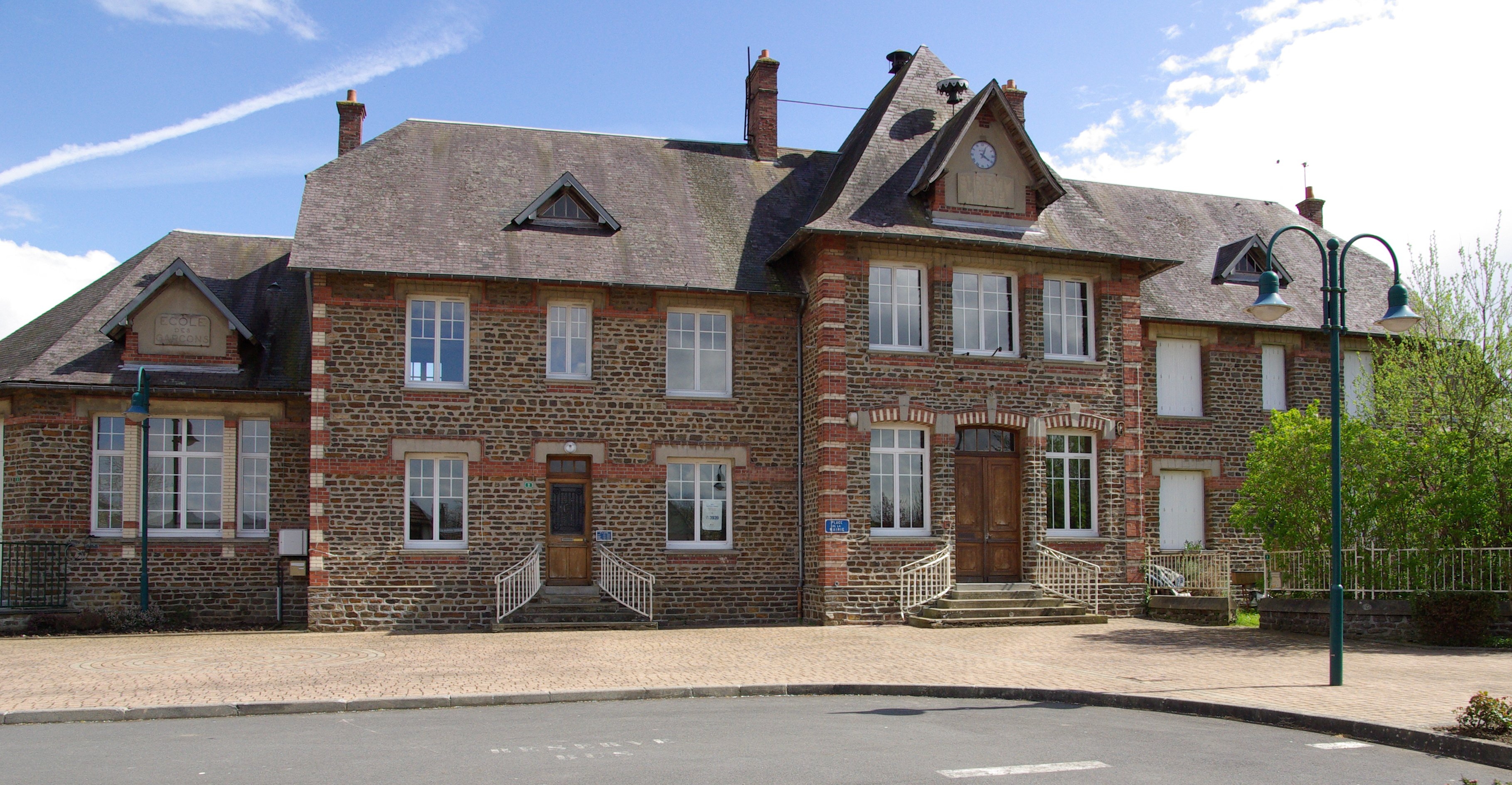
La mairie.
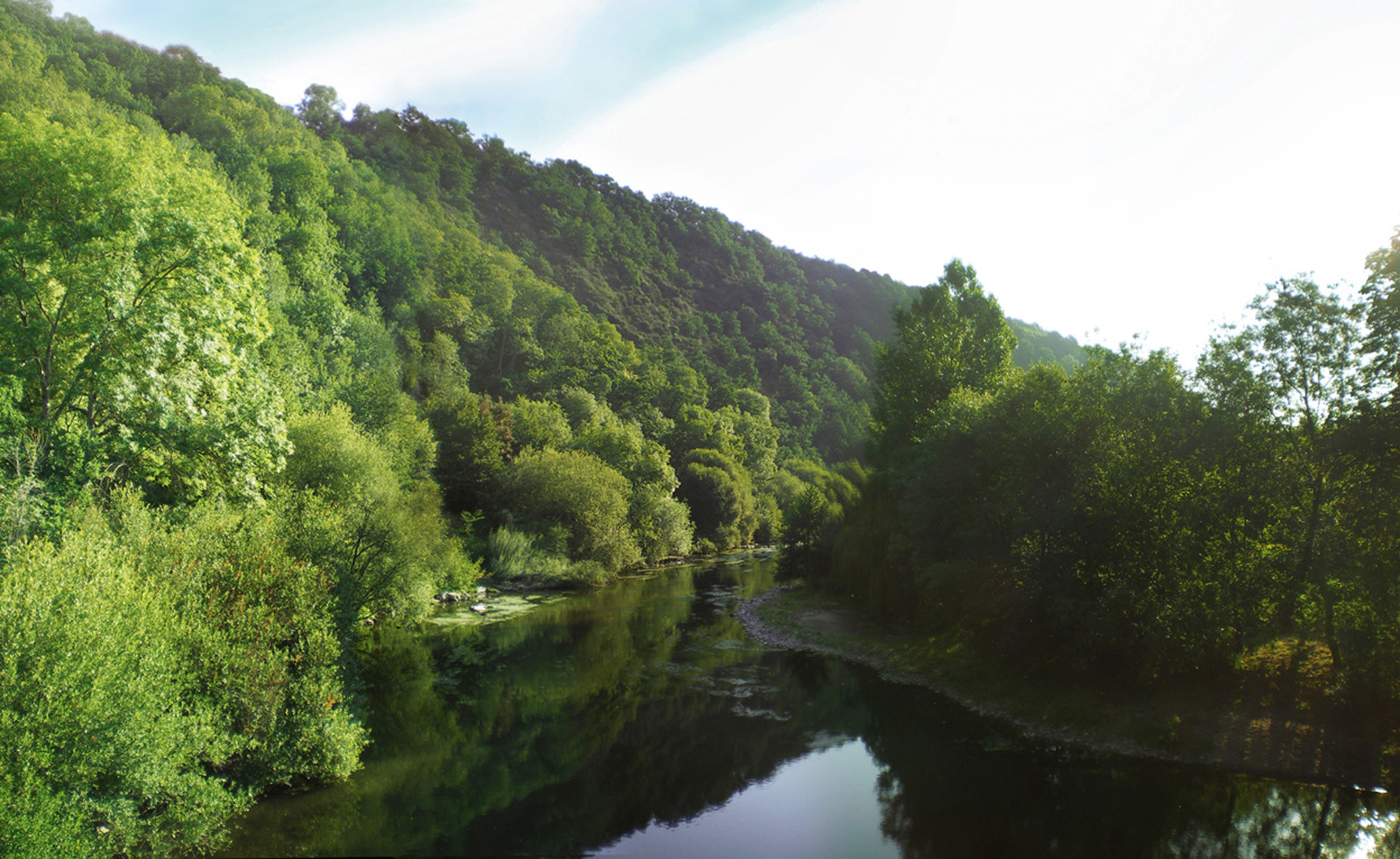
L'Orne au Pont de la Mousse.
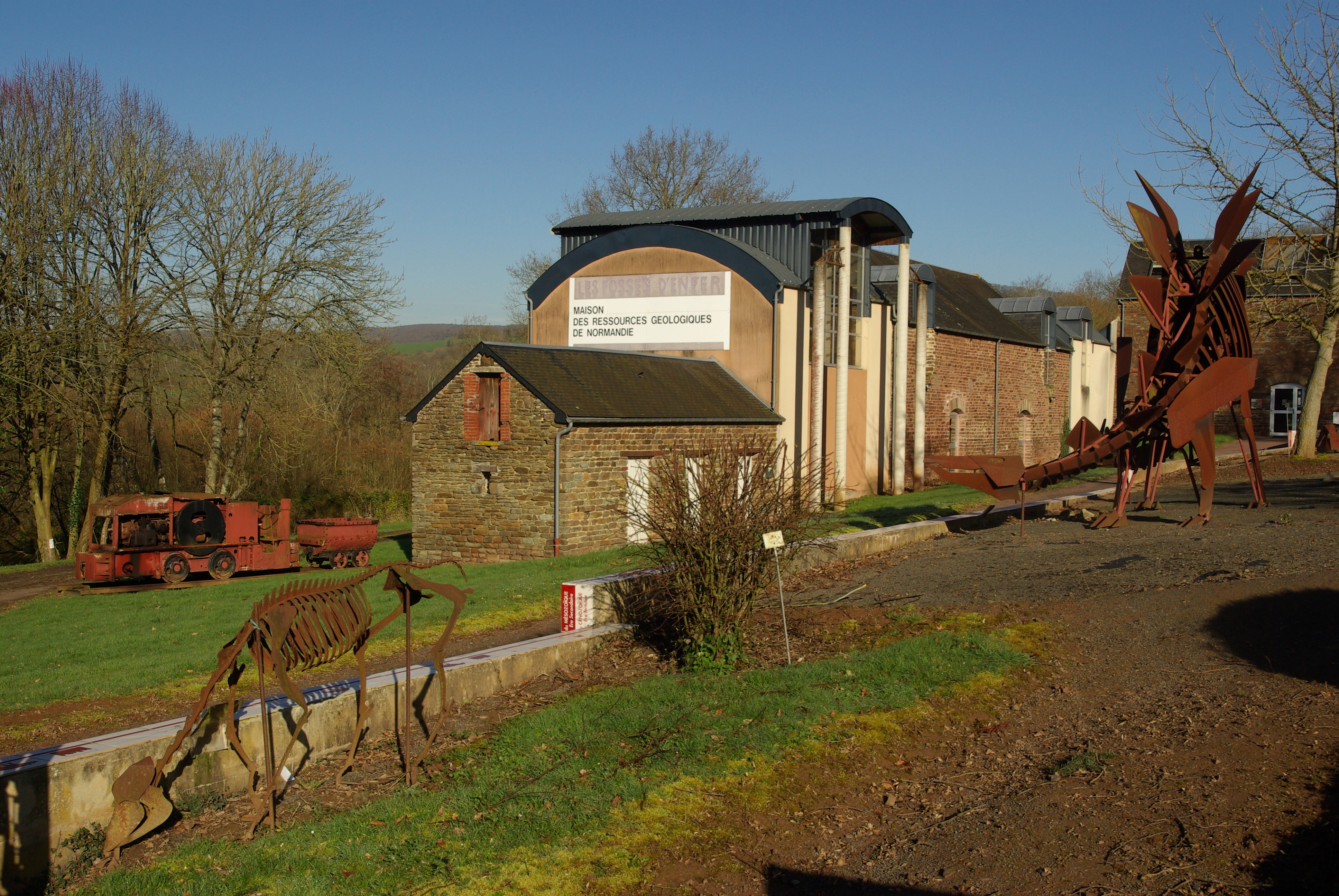
L'ancien musée Les Fosses d'Enfer.

## Personnalités liées à la commune
- Pierre Surirey de Saint-Remy (1645 à Saint-Rémy - 1716), lieutenant du grand maître de l'artillerie de France en 1703 et maréchal de camp.
- Jacques Levainville (1869-1932), géographe et historien, nommé administrateur délégué à la Société des mines de fer de Saint-Rémy après la Première Guerre mondiale.